# المرسوم الملكي 56 لسنة 2002
المرسوم الملكي 56 لسنة 2002 هو قانون صدر في مملكة البحرين من قبل الملك حمد بن عيسى آل خليفة الذي يمنح الحصانة لموظفي جهاز الأمن الوطني من المحاكمة عن انتهاكات حقوق الإنسان قبل عام 2001.

## وصلات خارجية
- النص الكامل باللغة الإنجليزية للمرسوم الملكي رقم 56 لسنة 2002 Royal Decree 56 of 2002